# セットトップボックス

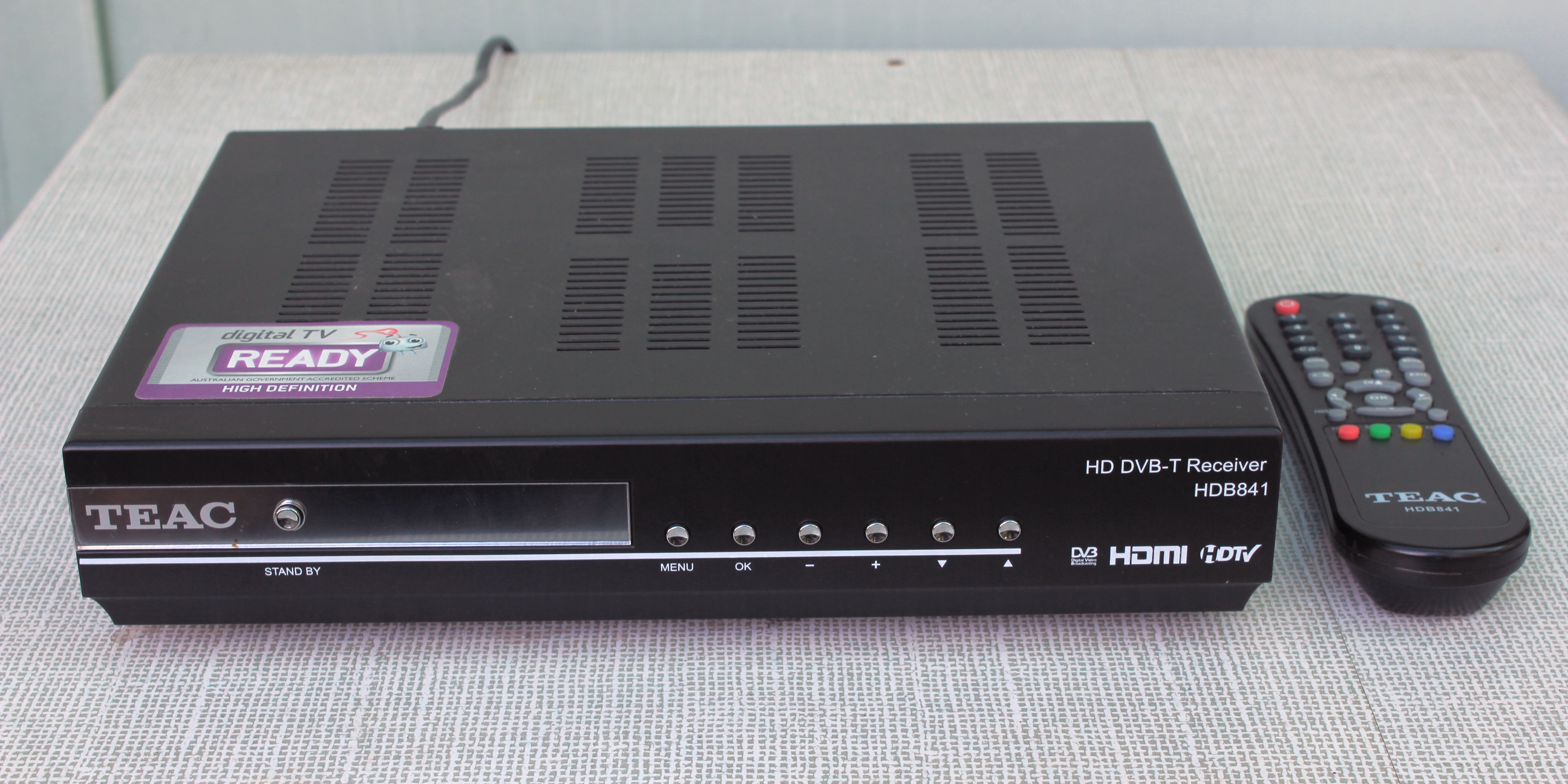
DVB-T形式の地上デジタル放送の受信機（チューナー）とリモコン（TEAC製）

セット トップ ボックス (STB：Set Top Box) は、ケーブルテレビ放送や衛星放送、地上波テレビ放送（デジタル放送、アナログ放送）、IP放送（ブロードバンドVODなど）などの放送信号を受信して、一般のテレビで視聴可能な信号に変換する装置。ブラウン管時代に「テレビの筐体（TV set）の上に置く箱」だったことからこの名がある。
AV機器業界ではIRD（Integrated Receiver Decorder）の略称も使われる。

## 概要
専用のリモコンを操作して、放送のチャンネルを切替えさせるタイプのものが多い。
テレビ放送の受信機能がメイン機能（特に初期の製品ほどその傾向が強い）であることから、単にチューナーと呼ばれることもあるが、多くの場合、受信機の機能のみではなく、一般家庭向け統合サービス端末の機能を持つものが増えてきている。また、ケーブルテレビ放送の普及・拡大の影響もあって、一般的にも単なるチューナーとは区別して使われることが多い。
一般的にはホームターミナルと呼ばれる装置の一種（一部機種）として、あるいは別名として誕生した名称で、その由来はブラウン管テレビが主流の時期にテレビの上に設置することが多かったことに因る。地上波デジタルテレビ放送のケーブルテレビでの配信サービスが始まる以前の各種放送との混合型サービスが開始された頃（ケーブルテレビ放送サービスの展開の歴史については当該記事を参照のこと。）からすでに「セットトップボックス」という名称は使われ始めていて、現在でも「ホームターミナル」との明確な呼びわけ・使い分けの定義は存在しないが、日本のケーブルテレビ業界では慣習的にアナログ放送サービス用をホームターミナル、デジタル放送サービス用をセット トップ ボックスとして呼び分けている場合が多い。
セットトップボックスに装備される機能には、次のようなものがある（本来の機能）。近年は、統合デジタルCATVシステム対応の物が代表的である。

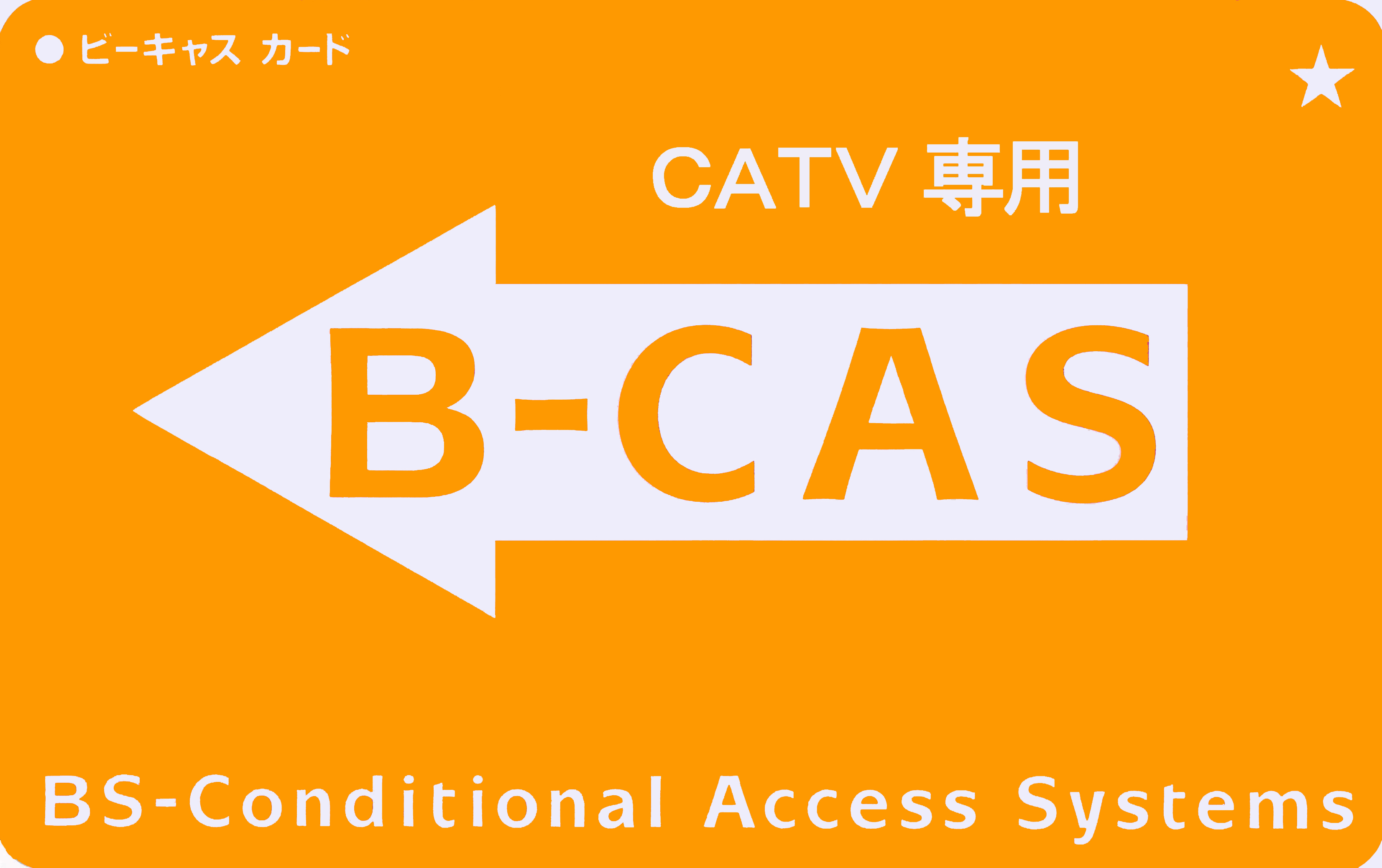
CATV専用B-CASカード

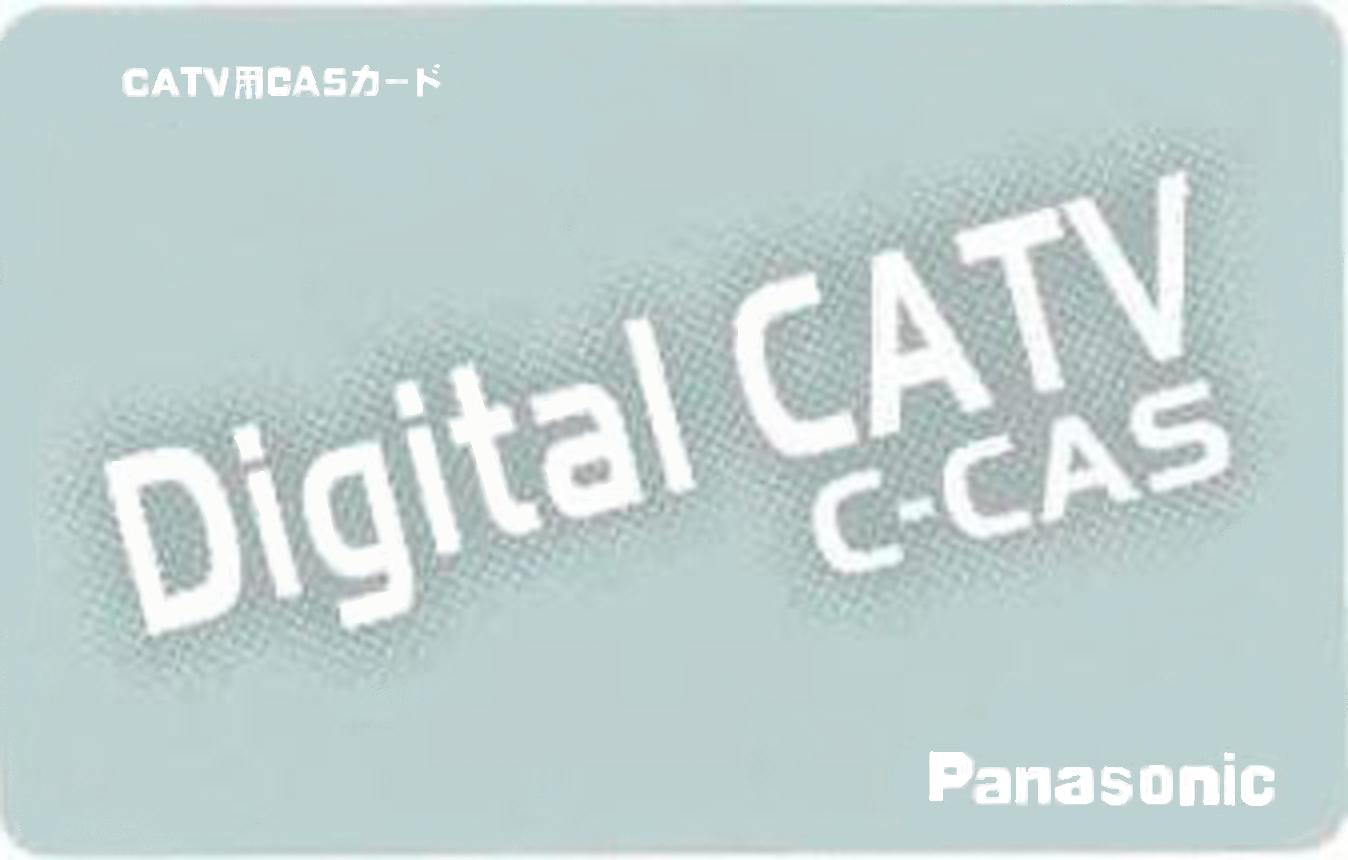
C-CASカード（パナソニック）

- ケーブルテレビ・デジタル放送・IP放送などの復調、デコードないしスクランブル解除
- ICカード及び内蔵チップなどによる限定受信制御・コピー制御機能（B-CASカードおよびC-CASカードおよびACASチップなど）
- VODなどでの動画配信の受信・一時的蓄積
- 各種放送等に伴うユーザサービス機能（留守録設定、EPGなど）
- ペアレンタルロック（視聴年齢制限）
- ケーブルモデムの内蔵（パソコンに接続しブロードバンドインターネット接続）

同時に装備されるような付加機能としては次のようなものがある。
- カラオケ（利用形態によっては本来の機能）
- テレビゲーム
- ブルーレイorDVDレコーダー/プレーヤー、HDDレコーダー（機種により裏番組との同時録画利用が可能なものもある。中にはBD・DVDレコーダーの機能がなく、録画した番組をLANケーブルやモデムとの接続[注 2]により、市販のBD・DVDレコーダーへダビングする機能のあるSTB[2]も存在する。）

この種の機器は、一部のマンションなどにある建物個別の共同視聴システムを除けば、通常は一般家庭のユーザーが購入する必要がない物で、通常はケーブルテレビ会社やその他のサービス提供会社から貸与させる形態のものがほとんどとなっている。そのため主な購入対象者のほとんどは、一般ユーザーではなく情報メディアサービスの提供会社になる。
従って、一般家電のような時流にのった消費拡大が見込めない割には、限られた市場を巡って競争が激しい分野の製品である。そのため機器の更改は短いスパンで行われ、また、統合した機能を装備するために高価になってしまう割には機能の陳腐化が早く、また一方では前述のように主な購入者が業者なので、あくまでその業者のサービスに付随した装置ということで実際の使用ユーザー個人の不満や要望があまり新製品に反映されない。このような背景から、他のデジタル家電やパソコンの市場に大きな影響を与えるまでの分野には至っていない。
また、デジタルセットトップボックスは、デジタル機器としての特長を活かしてあらかじめ許諾を得た顧客の視聴状況などをケーブルテレビ事業者側が直接把握することが可能であるが、この機能はまだ実用はあまりされていない。古くは小田急ケーブル（現：J:COM せたまち）で、2006年からJ:COMの一部の局などで実施されている。

## 番組のビデオレコーダーへのダビング

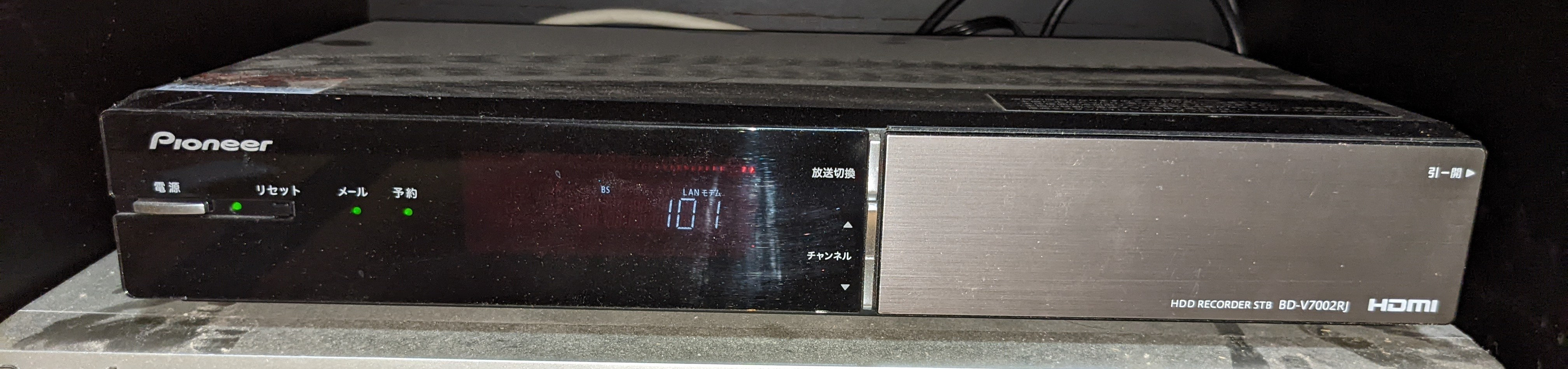
BD-V7002RJ

- アナログ時代、並びにデジタル完全移行後のごく初期のタイプのセットトップボックスにおいては、アナログビデオカセットレコーダー（VHS、ベータマックス）、およびDVD・ブルーレイレコーダーに、AV端子用の3色ケーブル線[3]を使用して接続する機種がある。ただし、ハイビジョン画質であってもアナログ接続扱いとなるため、標準画質（SD画質）での録画となるほか、一部制約がかかるものもある。
- デジタル完全移行後、ブルーレイレコーダーへのダビングをする場合にはDLNAに対応したLANケーブルと接続したうえでダビングをすることが可能な機種もあるが[4]、4K・8K（対応局）についてはそのままではレコーダーへのダビングをすることができない機種が多い。また、直接BDやDVDなどのディスクへのダビングはできないため、一度LAN接続したSTBからレコーダーのハードディスクドライブ（HDD）へのダビング（これはダビング10対応）をしたうえで、そこからのムーブでのみのダビングとなる。
- 局によっては、ブルーレイレコーダーが内蔵されたセットトップボックスがあり[5]、4K放送の画質のままでBDへダビングできるものもある[注 3]。

## 日本の代表的なケーブルテレビ用STBの一覧
注：各節での機種の記順は五十音・ローマ字において昇べき、機種名と主な特徴を記す。

### BD・DVDドライブ搭載

#### BD-V8700R
- パイオニア製
- 2010年10月上旬発売[6]
- 地上・BS・CATVデジタルWチューナーを搭載。
- 地上デジタル放送・BSデジタル放送・110°CSデジタル放送・CATV放送・JC-HITS放送に対応。
- 地上デジタル放送はパススルー（OFDM）／トランスモジュレーション（QAM）の両方式に対応。
- ハードディスクドライブ（500GB）・ブルーレイディスク／DVDマルチドライブ搭載。
- 内蔵ブルーレイディスクドライブは、BD-R・片面2層（50GB）/BD-RE・片面2層（50GB）のディスクまで対応。CPRM対応のDVDメディアに、MPEG-4 AVC（VRモード）でのハイビジョン画質での録画（AVCREC）が可能（DVD-RAM は再生のみ）。
- 内蔵ハードディスク・ブルーレイディスクドライブは、MPEG-2 TS（DRモード）・MPEG-4 AVC（VRモード）の両方式での録画が可能。ダブルトランスコーダ内蔵のため、2番組同時に MPEG-4 AVC（VRモード）での録画が可能。
- 外部映像出力：RCA TV 出力（1系統）、S1/S2TV 出力（1系統）、D端子（1系統）D1～D4
- 外部音声出力：アナログステレオRCA（1系統）、光デジタル（1系統）
- HDMI：（1系統）
- LAN：（2系統、インターネット用×1、BD-LIVE用×1）
- ホームネットワーク（DLNA）対応：デジタルメディアサーバー（DMS）
- 電話モデム内蔵
- i.LINK：（1系統）
- フォト／ビデオ端子（USB端子）：（1系統）
- BD-V8000RJはJ:COM向けモデル[7]
- 販売終了商品

| 品番       | 地上波パススルー | ケーブルモデム | 内蔵HDD容量 |
| ---------- | ---------------- | -------------- | ----------- |
| BD-V8000RJ | No               | Yes            | 500GB       |
| BD-V8700R  | Yes              | Yes            | 500GB       |

#### BD-V8701R
- パイオニア製
- BD-V8700Rの後継機種
- 地上・BS・CATVデジタルWチューナーを搭載。
- 地上デジタル放送・BSデジタル放送・110°CSデジタル放送・CATV放送・JC-HITS放送に対応。
- 地上デジタル放送はパススルー（OFDM）／トランスモジュレーション（QAM）の両方式に対応。
- ハードディスクドライブ（500GB）・ブルーレイディスク／DVDマルチドライブ搭載。
- 内蔵ブルーレイディスクドライブは、BD-R・片面2層（50GB）/BD-RE・片面2層（50GB）のディスクまで対応。CPRM対応のDVDメディアに、MPEG-4 AVC（VRモード）でのハイビジョン画質での録画（AVCREC）が可能（DVD-RAM は再生のみ）。
- 内蔵ハードディスク・ブルーレイディスクドライブは、MPEG-2 TS（DRモード）・MPEG-4 AVC（VRモード）の両方式での録画が可能。ダブルトランスコーダ内蔵のため、2番組同時に MPEG-4 AVC（VRモード）での録画が可能。
- 外部映像出力：RCA TV 出力（1系統）、S1/S2TV 出力（1系統）、D端子（1系統）D1～D4
- 外部音声出力：アナログステレオRCA（1系統）、光デジタル（1系統）
- HDMI：（1系統）
- LAN：（2系統、インターネット用×1、BD-LIVE用×1）
- ホームネットワーク（DLNA）対応：デジタルメディアサーバー（DMS）
- 電話モデム内蔵
- i.LINK：（1系統）
- フォト／ビデオ端子（USB端子）：（1系統）
- BD-V8001RJはJ:COM向けモデル[7]

| 品番       | 地上波パススルー | ケーブルモデム | 内蔵HDD容量 |
| ---------- | ---------------- | -------------- | ----------- |
| BD-V8001RJ | No               | Yes            | 500GB       |
| BD-V8701R  | Yes              | Yes            | 500GB       |

#### TZ-DCH9000/9800/9810
- パナソニック製[8]
- 2009年3月発売
- 地上・BS・CATVデジタルWチューナーを搭載。
- ハードディスクドライブ（500GB）・DVDマルチドライブ搭載。
- 2008年モデルのDIGAの筐体を流用。
- CPRM対応のDVDメディアに、MPEG-4 AVC（VRモード）でのハイビジョン画質での録画（AVCREC）が可能（DVD-RW はAVCREC非対応）。
- 内蔵ハードディスクには、MPEG-2 TS（DRモード）・MPEG-4 AVC（VRモード）の両方式で録画が可能。2番組同時録画は、「DRモード」＋「DRモード」、または「DRモード」＋「VRモード」の組み合わせで録画が可能。
- 地上デジタル放送はパススルー（OFDM）／トランスモジュレーション（QAM）の両方式に対応（TZ-DCH9800/9810）、トランスモジュレーション（QAM）方式に対応（TZ-DCH9000）
- 外部映像出力：RCA TV 出力（1系統）、S1/S2TV 出力（1系統）、D端子（1系統）D1～D4
- 外部音声出力：アナログステレオRCA（1系統）、光デジタル（1系統）
- HDMI：（1系統、ビエラリンク対応）
- ケーブルモデム内蔵（TZ-DCH9000/9800）
- LAN：（1系統）
- お部屋ジャンプリンク（DLNA）：サーバ機能
- i.LINK：（1系統）ハードディスクに録画した「1回だけ録画可能」な番組をムーブすることも可能。
- SDカードスロット：（1系統）32GBまでのSDHC/SDメモリーカードに対応。デジタルカメラで撮影したJPEG静止画の表示も可能。
- 「アクトビラ ビデオ・フル」・「TSUTAYA TV」・「アクトビラ ビデオ・ダウンロード」対応（TZ-DCH9810）
- 「アクトビラ ベーシック」対応（TZ-DCH9000/9800）
- TZ-DCH8000はJ:COM向けモデルで[9]、2008年12月より先行して提供開始[10]

| 品番                  | 地上波パススルー | ケーブルモデム | 無線LAN内蔵 | 内蔵HDD容量 |
| --------------------- | ---------------- | -------------- | ----------- | ----------- |
| TZ-DCH8000 TZ-DCH9000 | No               | Yes            | No          | 500GB       |
| TZ-DCH9800            | Yes              | Yes            | No          | 500GB       |
| TZ-DCH9810            | Yes              | No             | No          | 500GB       |

#### TZ-BDW900M/900F/900P
- パナソニック製[11]
- 2009年12月発売

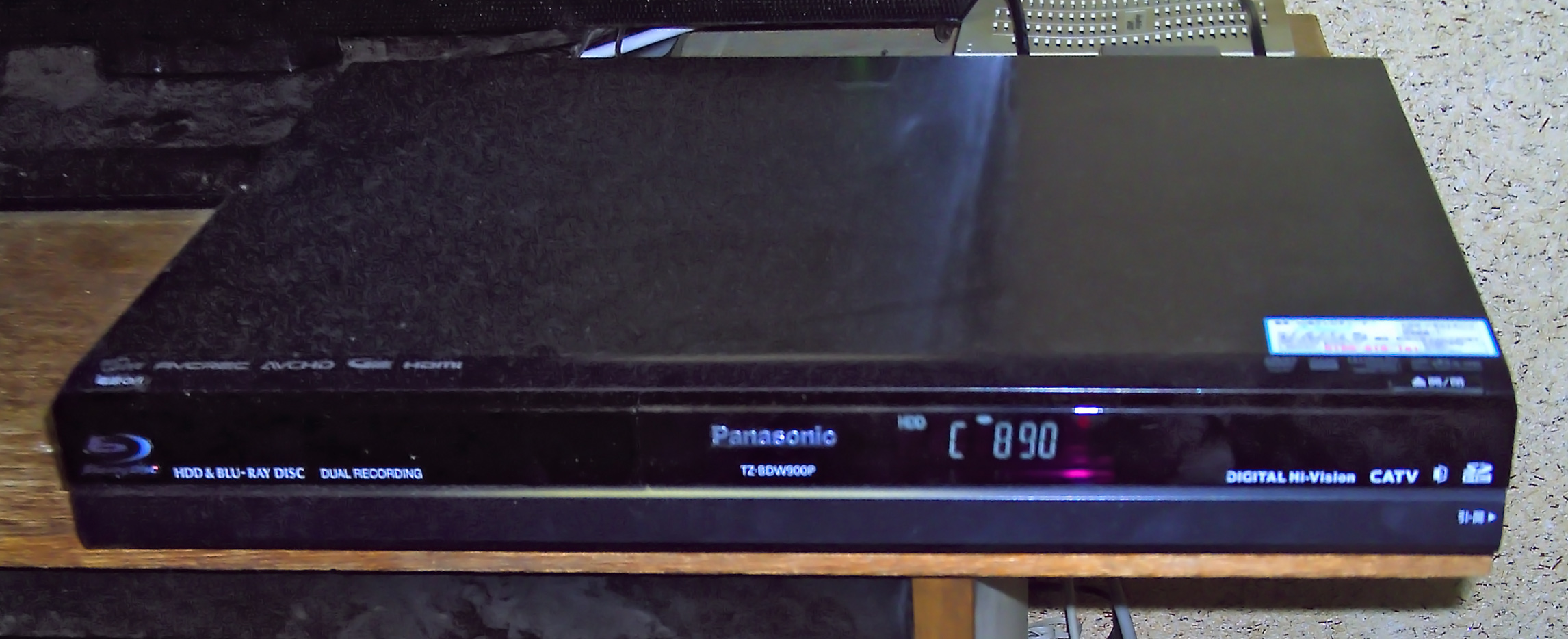
TZ-BDW900P

- 地上・BS・CATVデジタルWチューナーを搭載。
- ハードディスクドライブ（500GB）・ブルーレイディスク／DVDマルチドライブ搭載。
- 2008年モデルのDIGAの筐体を流用。
- 内蔵ブルーレイディスクドライブは、BD-R・片面2層（50GB）/BD-RE・片面2層（50GB）のディスクまで対応。CPRM対応のDVDメディアに、MPEG-4 AVC（VRモード）でのハイビジョン画質での録画（AVCREC）が可能（DVD-RW はAVCREC非対応）。
- 内蔵ハードディスクには、MPEG-2 TS（DRモード）・MPEG-4 AVC（VRモード）の両方式で録画が可能。2番組同時録画は、「DRモード」＋「DRモード」、または「DRモード」＋「VRモード」の組み合わせで録画が可能。
- 地上デジタル放送はパススルー（OFDM）／トランスモジュレーション（QAM）の両方式に対応（TZ-BDW900F/P）、トランスモジュレーション（QAM）方式に対応（TZ-BDW900M）
- 外部映像出力：RCA TV 出力（1系統）、S1/S2TV 出力（1系統）、D端子（1系統）D1～D4
- 外部音声出力：アナログステレオRCA（1系統）、光デジタル（1系統）
- HDMI：（1系統、ビエラリンク対応）
- ケーブルモデム内蔵（TZ-BDW900M/F）
- LAN：（1系統）
- お部屋ジャンプリンク（DLNA）：サーバ機能
- i.LINK：（1系統）ハードディスクに録画した「1回だけ録画可能」な番組をムーブすることも可能。
- SDカードスロット：（1系統）32GBまでのSDHC/SDメモリーカードに対応。デジタルカメラで撮影したJPEG静止画の表示も可能。
- 「アクトビラ ビデオ・フル」・「TSUTAYA TV」・「アクトビラ ビデオ・ダウンロード」対応（TZ-BDW900P）
- 「アクトビラ ベーシック」対応（TZ-BDW900M/BDW900F）
- TZ-BDW900JはJ:COM向けモデル[12]

| 品番                  | 地上波パススルー | ケーブルモデム | 無線LAN内蔵 | 内蔵HDD容量 |
| --------------------- | ---------------- | -------------- | ----------- | ----------- |
| TZ-BDW900J TZ-BDW900M | No               | Yes            | No          | 500GB       |
| TZ-BDW900F            | Yes              | Yes            | No          | 500GB       |
| TZ-BDW900P            | Yes              | No             | No          | 500GB       |

#### TZ-BDT910M/910F/910P
- パナソニック製[13]
- 2011年3月発売
- 地上・BS・CATVデジタルWチューナーを搭載。
- ハードディスクドライブ（500GB）・ブルーレイディスク／DVDマルチドライブ搭載。
- 2011年モデルのDIGAの筐体を流用。
- 内蔵ブルーレイディスクドライブは、BD-R・片面4層（128GB）/BD-RE・片面3層（100GB）のディスクまで対応（片面4層のメディアは、2011年2月現在未発売）。CPRM対応のDVDメディアに、MPEG-4 AVC（VRモード）でのハイビジョン画質での録画（AVCREC）が可能（DVD-RW はAVCREC非対応）。
- 内蔵ハードディスクには、MPEG-2 TS（DRモード）・MPEG-4 AVC（VRモード）の両方式で録画が可能。2番組同時録画は、「DRモード」＋「DRモード」、または「DRモード」＋「VRモード」の組み合わせで録画が可能。
- 地上デジタル放送はパススルー（OFDM）／トランスモジュレーション（QAM）の両方式に対応（TZ-BDT910F/P）、トランスモジュレーション（QAM）方式に対応（TZ-BDT910M）
- ブルーレイ3Dディスク再生対応、「2D→3D変換」機能搭載、3D対応テレビ（パナソニック製3Dビエラ）連携機能、次世代放送方式の高能率符号化方式（H.264/256QAM）に対応（予定）（ソフトウェアバージョンアップで対応予定）
- 外部映像出力：RCA TV 出力（1系統）、S1/S2TV 出力（1系統）、D端子（1系統）D1～D4
- 外部音声出力：アナログステレオRCA（1系統）、光デジタル（1系統）
- HDMI：（1系統、ビエラリンク対応）
- ケーブルモデム内蔵（TZ-BDT910M/F）
- LAN：（1系統）
- お部屋ジャンプリンク（DLNA）：サーバ／クライアント機能
- i.LINK：（1系統）ハードディスクに録画した「1回だけ録画可能」な番組をムーブすることも可能。
- USB：（1系統）
- SDカードスロット：（1系統）128GBまで（理論値：最大2TB）のSDXC/SDHC/SDメモリーカードに対応。デジタルカメラで撮影したJPEG静止画の表示も可能。
- ケーブル分配出力：（1系統）
- 「アクトビラ ビデオ・フル」・「TSUTAYA TV」・「アクトビラ ビデオ・ダウンロード」対応（TZ-BDT910P）
- 「アクトビラ ベーシック」対応（TZ-BDT910M/F）
- TZ-BDT910JはD端子の省かれたJ:COM向けモデル[14]

| 品番       | 地上波パススルー | ケーブルモデム | 無線LAN内蔵 | D端子 | 内蔵HDD容量 |
| ---------- | ---------------- | -------------- | ----------- | ----- | ----------- |
| TZ-BDT910J | No               | Yes            | No          | No    | 500GB       |
| TZ-BDT910M | No               | Yes            | No          | Yes   | 500GB       |
| TZ-BDT910F | Yes              | Yes            | No          | Yes   | 500GB       |
| TZ-BDT910P | Yes              | No             | No          | Yes   | 500GB       |

#### TZ-BDT920F/920PW
- パナソニック製[15]
- 2013年11月発売[16]
- TZ-BDT910シリーズの後継機種
  - 2013年モデルのDIGAの筐体を流用
  - 内蔵ハードディスク容量の増加 (1TB)
  - USB接続の外付けハードディスクへの録画に対応
  - アナログ系の映像音声出力端子(D端子・RCA等)を全て削減
  - 無線LAN対応など
- TZ-BDT920JはJ:COM向けモデル[17]

| 品番        | 地上波パススルー | ケーブルモデム | 無線LAN内蔵 | 内蔵HDD容量 |
| ----------- | ---------------- | -------------- | ----------- | ----------- |
| TZ-BDT920J  | No               | Yes            | No          | 1TB         |
| TZ-BDT920F  | Yes              | Yes            | No          | 1TB         |
| TZ-BDT920PW | Yes              | No             | Yes         | 1TB         |

### 録画機能あり

#### BD-V700
- パイオニア製
- 地上・BS・CATVデジタルWチューナーを搭載。
- 地上デジタル放送・BSデジタル放送・110°CSデジタル放送・CATV放送・JC-HITS放送に対応。
- 地上デジタル放送はパススルー（OFDM）／トランスモジュレーション（QAM）の両方式に対応（混在運用可）。
- パイオニア製外付けHDD BHD-V320（320GB、Relational HD規格、3.5インチシリアルATA HDD）を接続することにより、録画が可能となる（録画モードはMPEG-2 TS方式（DRモード）のみ）。
- 外部映像出力：RCA（2系統）、S1/S2（2系統）D端子（1系統）D1～D4 525i 1125i スルー背面切り替え式
- 外部音声出力：アナログステレオRCA（2系統）光デジタル（1系統）
- HDMI：（1系統）
- LAN：（1系統）
- ケーブルモデム内蔵（DOCSIS 2.0相当）
- IRコントローラー：（1系統） ※DVDレコーダーは、パイオニア以外は、動作保証外
- i.LINK ：（なし）
- 販売終了商品

#### BD-V7002RJ/V7704RJ
- パイオニア製
- Smart J:COM Boxシリーズ
- 2TBのハードディスク内蔵
- BD-V7704RJは地上デジタル放送のパススルー（OFDM）にも対応

#### BD-V570/V5700R
- テクニカラー製
- BS4K放送に対応
- 2TBのハードディスク内蔵 (BD-V5700R)
- USB接続の外付けハードディスクへの録画に対応

#### JC-5000/5100
- HUMAX製
- 地デジパススルー・CATVトランスモジュレーション対応デジタル放送対応Wチューナー搭載
  - 地デジ：パススルー方式に対応／BSデジタル・110度CS：トランスモジュレーション方式に対応　（J:COMのテレビサービス提供様式に従ったもの。）
  - 地デジ×2、BS×2、CS×2、及びそれぞれ一つずつ同士の組み合わせでの予約・録画が可能
- オンラインでのファームウェア自動更新機能付き（メーカーからではなく採用サービス・ケーブルテレビ会社側の提供仕様による。後述の※印はこのファーム更新による機能）
- 外部出力
  - 映像出力：RCA端子（2系統）、S1/S2対応S端子（2系統）、D端子（1系統）D1～D4、アンテナ信号ケーブル（1系統）※各規格同時併用可
  - 音声出力：アナログステレオRCA（2系統）、光デジタル（1系統）※各規格同時併用可
  - アンテナ出力（分配出力周波数：76MHz～770MHz）
  - i.LINK（MPEG-TS信号専用）：（2系統）
  - Irシステム
  - LAN：（1系統）
  - 電話回線
- 予約機能について
  - 番組の予約は、基本的に全て電子番組表に従う。（分単位での遅れ開始と終了延長は可。前開始の指定は不可。）
  - 番組時間の自動延長・自動変更に対応（機能の入/切）
  - 毎日録画、毎週録画、月～金・火～土※録画の指定が可（自動延長・自動変更の機能との併用は不可）
  - 予約は録画・視聴あわせて最大50件まで
  - 指定時間1秒前の録画開始（固定）※
  - Wチューナー搭載により同時刻予約（録画・視聴）が2つまで可能
  - 録画中（W録画中も含む）の予約（新規・変更）可能
- 録画機能について
  - 内蔵ハードディスク（250GByte）へのMPEG2-TS録画可能
  - 録画済み番組の編集機能

  1. 番組名の変更
  2. 分割（再結合不可）
  3. 部分削除
  4. スキップポイントの設定と削除（最低30秒単位）

  - コピー制御は全て番組提供側（放送局側）の仕様に従って動作する。
  - Wチューナー搭載により予約分を含めて同時刻録画が2つまで可能
- 視聴・表示機能について
  - 接続先テレビの選択機能（4:3ノーマル／16:9ワイド）
  - 出力映像信号規格の選択機能（S1/S2/D1/D2/D3/D4/1125i固定）
  - 映像サイズ変更（外縁カット）機能※
  - W録画中は視聴切替可能なチャンネルは録画中のいずれかのみ
  - 2画面同時表示機能（PIP/TWN）
  - 異なる放送種別（地上波／BS／CS）間でch番号が同一（例：地上波のリモコンキーID=10の101chとデジタルBS-1の101ch）の場合にチャンネル番号を押した時は、候補リスト選択に切り替わる。
- JC-5100はJ:COM向けのケーブルモデム内蔵モデル

#### JC-6500
- HUMAX製（販売元：伊藤忠ケーブルシステム）
- 地上・BS・CATVデジタルWチューナーを搭載。
- 地上デジタル放送・BSデジタル放送・CATV放送に対応。
- 地上デジタル放送はパススルー（OFDM）／トランスモジュレーション（QAM）の両方式に対応。
- ハードディスクドライブ（1TB）搭載、MPEG-2 TS（DRモード）での録画が可能。
- 外部映像出力：RCA端子（1系統）、D端子（1系統）D1～D4、（S端子：なし）
- 外部音声出力：アナログステレオRCA（1系統）、光デジタル（1系統）
- HDMI：（1系統）
- LAN：（1系統）
- ホームネットワーク（DLNA）対応：サーバー／クライアント機能
- 電話モデム：（なし）
- i.LINK：（なし）
- IRコントローラー：（なし）
- USB端子（USB2.0）：（1系統）（メンテナンス用）

#### TZ-DCH2000/2800/2810/3000/3800/3810
- パナソニック製[18]
- TZ-DCH2000：2006年6月発売（イッツ・コミュニケーションズではHit Potの愛称で呼ばれている）
- TZ-DCH2800：2007年6月発売
- TZ-DCH2810：2007年6月発売 愛称「楽録（らくろく）」
- TZ-DCH3000/3800/3810：2008年6月発売
- 地上・BS・CATVデジタルWチューナーを搭載。
- ハードディスク内蔵セットトップボックスで、DIGA の DMR-EH55 の筐体を流用、DVDドライブを撤去。
- 内蔵ハードディスクに、MPEG-2 TS（DRモード）方式で2番組同時録画が可能。
- 地上デジタル放送はパススルー（OFDM）／トランスモジュレーション（QAM）の両方式に対応（TZ-DCH2800/2810/3800/3810）、トランスモジュレーション（QAM）方式に対応（TZ-DCH2000/3000）
- 外部映像出力：RCA TV 出力（1系統）VTR出力（1系統）、S1/S2TV 出力（1系統）VTR出力（1系統）、D端子（1系統）D1～D4 ※1 D端子使用時は映像/S映像は1系統になる。
- 外部音声出力：アナログステレオRCA（2系統）光デジタル（1系統）
- HDMI ：（1系統、ビエラリンク対応）
- ケーブルモデム内蔵（TZ-DCH2000/2800/3000/3800）
- LAN：（1系統）（TZ-DCH2810/3810）
- ケーブルモデム ：（1系統）
- i.LINK：（2系統）ハードディスクに録画した「1回だけ録画可能」な番組をムーブすることも可能。
- IRコントローラー：（1系統）
- SDカードスロット：（1系統）2GBまでのSDメモリーカードに対応。デジタルカメラで撮影したJPEG静止画の表示が可能。
- 「アクトビラ ベーシック」対応

| 品番       | 地上波パススルー | ケーブルモデム | 無線LAN内蔵 | 内蔵HDD容量 |
| ---------- | ---------------- | -------------- | ----------- | ----------- |
| TZ-DCH2000 | No               | Yes            | No          | 250GB       |
| TZ-DCH2800 | Yes              | Yes            | No          | 250GB       |
| TZ-DCH2810 | Yes              | No             | No          | 250GB       |
| TZ-DCH3000 | No               | Yes            | No          | 500GB       |
| TZ-DCH3800 | Yes              | Yes            | No          | 500GB       |
| TZ-DCH3810 | Yes              | No             | No          | 500GB       |

#### TZ-HDW600M/600F/600P
- パナソニック製[19]
- 2010年5月発売
- 地上・BS・CATVデジタルWチューナーを搭載。
- ハードディスク内蔵（250GB）セットトップボックス。MPEG-2 TS（DRモード）方式で2番組同時録画が可能。
- 地上デジタル放送はパススルー（OFDM）／トランスモジュレーション（QAM）の両方式に対応（TZ-HDW600F/P）、トランスモジュレーション（QAM）方式に対応（TZ-HDW600M）
- 3D対応テレビ（パナソニック製3Dビエラ）連携機能、次世代放送方式の高能率符号化方式（H.264/256QAM）に対応（予定）（ソフトウェアバージョンアップで対応予定）
- 外部映像出力：RCA TV 出力（2系統）、D端子（1系統）D1～D4
- 外部音声出力：アナログステレオRCA（2系統）、光デジタル（1系統）
- HDMI：（1系統、ビエラリンク対応）
- ケーブルモデム内蔵（TZ-HDW600M/F）
- LAN：（1系統）
- お部屋ジャンプリンク（DLNA）：サーバ／クライアント機能
- i.LINK：なし
- USB端子：（1系統）
- SDカードスロット：（1系統）128GBまで（理論値：最大2TB）のSDXC/SDHC/SDメモリーカードに対応。デジタルカメラで撮影したJPEG静止画の表示も可能。
- ケーブル分配出力：（1系統）
- 「アクトビラ ビデオ・フル」・「TSUTAYA TV」・「アクトビラ ビデオ・ダウンロード」対応（TZ-HDW600P）
- 「アクトビラ ベーシック」対応（TZ-HDW600M/F）

| 品番       | 地上波パススルー | ケーブルモデム | 無線LAN内蔵 | 内蔵HDD容量 |
| ---------- | ---------------- | -------------- | ----------- | ----------- |
| TZ-HDW600M | No               | Yes            | No          | 250GB       |
| TZ-HDW600F | Yes              | Yes            | No          | 250GB       |
| TZ-HDW600P | Yes              | No             | No          | 250GB       |

#### TZ-HDW610F/610P/610PW/611F/611P/611PW
- パナソニック製[20]
- 2013年2月発売
- TZ-HDW600シリーズの後継機種
  - 内蔵ハードディスク容量の増加
  - USB接続の外付けハードディスクへの録画に対応
  - 映像音声出力(RCA)端子を1系統削減
  - 映像出力端子切替ボタンやIRシステム端子の削減
  - 無線LAN対応
  - 全機種地上波パススルー対応など
- 筐体はTZ-HDW600シリーズとほぼ同じ

| 品番        | 地上波パススルー | ケーブルモデム | 無線LAN内蔵 | 内蔵HDD容量 |
| ----------- | ---------------- | -------------- | ----------- | ----------- |
| TZ-HDW610F  | Yes              | Yes            | No          | 500GB       |
| TZ-HDW610P  | Yes              | No             | No          | 500GB       |
| TZ-HDW610PW | Yes              | No             | Yes         | 500GB       |
| TZ-HDW611F  | Yes              | Yes            | No          | 1TB         |
| TZ-HDW611P  | Yes              | No             | No          | 1TB         |
| TZ-HDW611PW | Yes              | No             | Yes         | 1TB         |

#### TZ-HDT620FW/620PW/621FW/621PW
- パナソニック製[21]
- 2014年12月発売[22]
- TZ-HDW610/611シリーズの後継機種
  - トリプルチューナー搭載
  - 全機種無線LAN内蔵
  - アナログ系の映像音声出力端子(D端子・RCA等)を全て削減
- 筐体はTZ-HDW610/611シリーズとほぼ同じ

| 品番        | 地上波パススルー | ケーブルモデム | 無線LAN内蔵 | 内蔵HDD容量 |
| ----------- | ---------------- | -------------- | ----------- | ----------- |
| TZ-HDW620FW | Yes              | Yes            | Yes         | 500GB       |
| TZ-HDW620PW | Yes              | No             | Yes         | 500GB       |
| TZ-HDW621FW | Yes              | Yes            | Yes         | 1TB         |
| TZ-HDW621PW | Yes              | No             | Yes         | 1TB         |

#### TZ-LS200P/300F/300P/300PW
- パナソニック製[23][24]
- TZ-LS200P/300F/300P：2011年2月発売
- TZ-LS300PW：2012年12月発売
- USB接続の外付けハードディスクに対応（2TBまで、MPEG-2 TS方式（DRモード）のみ対応）（TZ-LS300F/LS300P/LS300PW）
  - TZ-LS200PはUSB/LAN録画に非対応のエントリーモデル
- 3D対応テレビ（パナソニック製3Dビエラ）連携機能、次世代放送方式の高能率符号化方式（H.264/256QAM）に対応（予定）（ソフトウェアバージョンアップで対応予定）
- 外部映像出力：RCA TV 出力（2系統）、D端子（1系統）D1～D4（TZ-LS200PはD端子なし）
- 外部音声出力：アナログステレオRCA（2系統）、光デジタル（1系統）（TZ-LS200Pは光デジタルなし）
- HDMI：（1系統、ビエラリンク対応）
- 地上デジタル放送を、パススルー（OFDM）／トランスモジュレーション（QAM）の2方式で受信可能
- LAN：（1系統）
- お部屋ジャンプリンク（DLNA）：クライアント機能
- 無線LAN対応（別売の無線LANアダプターをUSB端子に接続。TZ-LS300PWは内蔵）
- ケーブルモデム：（1系統）（TZ-LS300Fのみ）
  - ケーブルモデム非対応機種(TZ-LS200P/300P/300PW)よりも筐体の横幅が約65mm大きい
- i.LINK ：なし
- USB：（1系統）（TZ-LS300F/LS300P/LS300PW）
- ケーブル分配出力：（1系統）
- 「アクトビラ ビデオ・フル」・「TSUTAYA TV」・「アクトビラ ビデオ・ダウンロード」対応（TZ-LS300F/LS300P/LS300PW）
- 「アクトビラ ベーシック」対応（TZ-LS200P）

| 品番       | 地上波パススルー | ケーブルモデム | 無線LAN内蔵 | D端子/光デジタル | USB/LAN録画 |
| ---------- | ---------------- | -------------- | ----------- | ---------------- | ----------- |
| TZ-LS200P  | Yes              | No             | No          | No               | No          |
| TZ-LS300F  | Yes              | Yes            | No          | Yes              | Yes         |
| TZ-LS300P  | Yes              | No             | No          | Yes              | Yes         |
| TZ-LS300PW | Yes              | No             | Yes         | Yes              | Yes         |

#### TZ-LT400PW/HXT700PW
- パナソニック製[25][26]
- TZ-LT400PW：2015年10月発売[27]
- TZ-HXT700PW：2016年2月発売[28]
- トリプルチューナー搭載
- 無線LAN内蔵
- アナログ系の映像音声出力端子は非搭載
- ケーブルモデム非対応
- TZ-HXT700PWはケーブル4K対応・HDD内蔵モデル
- 2TBのハードディスク内蔵 (TZ-HXT700PW)
- USB接続の外付けハードディスクへの録画に対応
- 筐体はTZ-HDT620/621シリーズとほぼ同じ

| 品番        | 地上波パススルー | ケーブルモデム | 無線LAN内蔵 | ケーブル4K | 内蔵HDD容量 |
| ----------- | ---------------- | -------------- | ----------- | ---------- | ----------- |
| TZ-LT400PW  | Yes              | No             | Yes         | No         | —           |
| TZ-HXT700PW | Yes              | No             | Yes         | Yes        | 2TB         |

#### TZ-LT1000BW/HT3000BW
- パナソニック製[29][30]
- TZ-LT1000BW：2018年11月発売
- TZ-HT3000BW：2019年1月発売[31]
- BS4K放送に対応
- トリプルチューナー搭載
- 2TBのハードディスク内蔵 (TZ-HT3000BW)
- USB接続の外付けハードディスクへの録画に対応

| 品番        | 地上波パススルー | ケーブルモデム | 無線LAN内蔵 | 内蔵HDD容量 |
| ----------- | ---------------- | -------------- | ----------- | ----------- |
| TZ-LT1000BW | Yes              | No             | Yes         | —           |
| TZ-HT3000BW | Yes              | No             | Yes         | 2TB         |

#### UHD-2500
- HUMAX製
- Smart J:COM Boxシリーズ
- 2TBのハードディスク内蔵
- 地上デジタル放送のパススルー（OFDM）にも対応

#### WA-7000/7000RN/7500/7600
- HUMAX製
- Smart J:COM Boxシリーズ
- USB接続の外付けハードディスクへの録画に対応
- WA-7000とWA-7000RNでは背面の配色や端子の配置が異なる
- WA-7500/7600は地上デジタル放送のパススルー（OFDM）にも対応

| 品番              | 地上波パススルー | ケーブルモデム | 無線LAN内蔵 |
| ----------------- | ---------------- | -------------- | ----------- |
| WA-7000 WA-7000RN | No               | Yes            | Yes         |
| WA-7500           | Yes              | Yes            | Yes         |
| WA-7600           | Yes              | Yes            | Yes         |

#### WA-8000/8500/8600
- HUMAX製
- Smart J:COM Boxシリーズ
- 2TBのハードディスク内蔵
- WA-8500/8600は地上デジタル放送のパススルー（OFDM）にも対応

| 品番    | 地上波パススルー | ケーブルモデム | 無線LAN内蔵 | 内蔵HDD容量 |
| ------- | ---------------- | -------------- | ----------- | ----------- |
| WA-8000 | No               | Yes            | Yes         | 2TB         |
| WA-8500 | Yes              | Yes            | Yes         | 2TB         |
| WA-8600 | Yes              | Yes            | Yes         | 2TB         |

#### XA401/402/403
- J:COM LINKシリーズ
  - XA401：住友電気工業製[32]
  - XA402：HUMAX製[33]

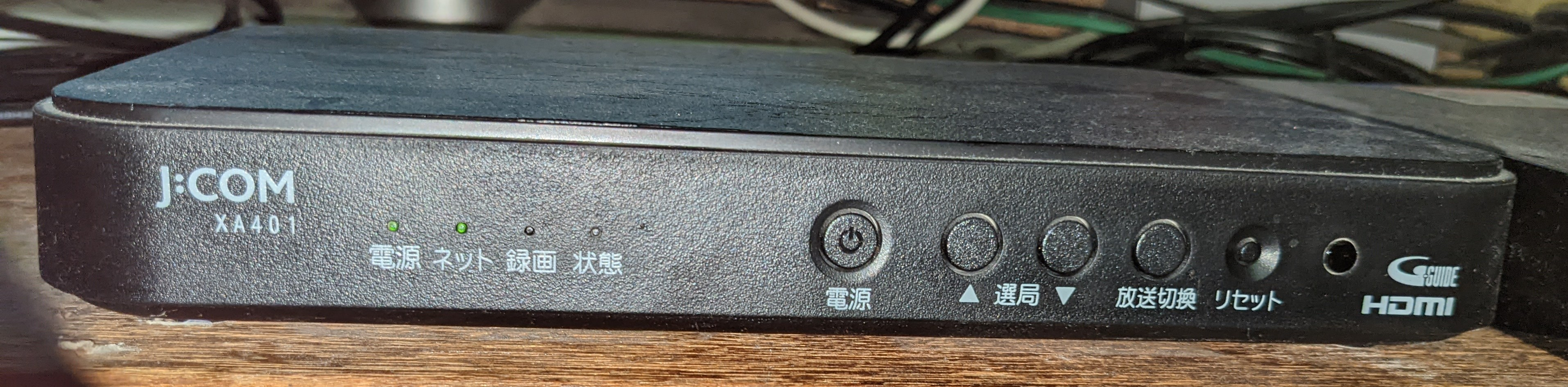
XA401

  - XA403：Askey Computer製[34]
- XA403（J:COM LINK mini）はチューナー非搭載

### 録画機能なし

#### BD-V170
- パイオニア製
- 2004年3月発売
- 地上デジタル放送・BSデジタル放送・110°CSデジタル放送・CATV放送（アナログ・デジタル）・JC-HITS放送に対応
- 地上デジタル放送はパススルー（OFDM）方式に対応、トランスモジュレーション（QAM）方式には非対応。
- 標準画質のみ対応
- 外部映像出力：RCA TV 出力（2系統）（S端子・D端子：なし）
- 外部音声出力：アナログステレオRCA（2系統）（光デジタル：なし）
- 電話モデム内蔵
- HDMI：（なし）
- LAN：（なし）
- IRコントローラー：なし
- i.LINK：（なし）
- 販売終了商品

#### BD-V171
- パイオニア製
- 2008年7月発売
- 地上デジタル放送・BSデジタル放送・CATV放送（デジタル）・JC-HITS放送に対応（データ放送、110°CSデジタル放送は非対応）
- 地上デジタル放送はパススルー（OFDM）／トランスモジュレーション（QAM）の両方式に対応（選択式）
- 外部映像出力：RCA（2系統）（S端子・D端子：なし）
- 外部音声出力：アナログステレオRCA（2系統）（光デジタル：なし）
- HDMI：（1系統）
- LAN：（なし）
- 電話モデム：（なし）
- IRコントローラ：（なし）
- i.LINK：（なし）
- USB：（1系統） （メンテナンス用）

#### BD-V270
- パイオニア製
- 地上デジタル放送・BSデジタル放送・110°CSデジタル放送・CATV放送（デジタル）・JC-HITS放送に対応。
- 地上デジタル放送はパススルー（OFDM）方式に対応、トランスモジュレーション（QAM）方式には非対応。
- 外部映像出力：RCA（2系統）、S1/S2（2系統）、D端子（1系統）D1～D4
- 外部音声出力：アナログステレオRCA（2系統）、光デジタル（1系統）
- HDMI：（なし）
- LAN：（なし）
- 電話モデム内蔵
- IRコントローラー：（1系統）
- i.LINK：（なし）
- TV 出力のS端子とD端子は、背面切り替え式
- 販売終了商品

#### BD-V2T
- パイオニア製
- 日本ケーブルラボ400系仕様
- Aタイプ（コンポーネント映像出力端子付き）、Bタイプ（音声出力端子（TV出力-2）付き）の2つの機種がある。
- 地上デジタル放送・BSデジタル放送・110°CSデジタル放送・CATV放送（アナログ・デジタル）・JC-HITS放送に対応
- 地上デジタル放送はパススルー（OFDM）方式に対応、トランスモジュレーション（QAM）方式には非対応。
- 外部映像入力：RCA（1系統）、S1/S2（1系統）（Bタイプのみ）
- 外部映像出力：RCA（2系統）、S1/S2（Aタイプ：1系統、Bタイプ：2系統）、D端子（1系統）D1～D4（525i／1125i／スルー 背面切り替え式）、コンポーネントRCA（1系統）（Aタイプのみ）
- 外部音声出力：アナログステレオRCA（Aタイプ：2系統、Bタイプ：3系統）、光デジタル（1系統）
- C-CASカードスロット無し
- HDMI：（なし）
- LAN：（なし）
- 電話モデム内蔵
- IRコントローラー：（1系統）
- USB：（1系統） （メンテナンス用）
- 販売終了商品

#### BD-V2TC
- パイオニア製
- 日本ケーブルラボ400系仕様
- 地上デジタル放送・BSデジタル放送・110°CSデジタル放送・CATV放送（アナログ・デジタル）・JC-HITS放送に対応
- 地上デジタル放送はパススルー（OFDM）方式に対応、トランスモジュレーション（QAM）方式には非対応。
- 外部映像入力：RCA（1系統）、S1/S2（1系統）
- 外部映像出力：RCA（2系統）、S1/S2（2系統）、D端子（1系統）D1～D4（525i／1125i／スルー 背面切り替え式）
- 外部音声出力：アナログステレオRCA（3系統）、光デジタル（1系統）
- HDMI：（なし）
- LAN：（なし）
- 電話モデム内蔵
- IRコントローラー：（1系統）
- USB：（1系統） （メンテナンス用）
- 販売終了商品

#### BD-V500
- パイオニア製
- 日本ケーブルラボ100系仕様
- 地上波デジタル未対応。
- 東経110°CSデジタル放送トランスモジュレーション運用仕様
- 販売終了商品

#### BD-V270
- パイオニア製
- 販売終了商品

#### BD-V300/V370/V370L
- パイオニア製
- BD-V300/V370：2005年6月発売
- BD-V370L：2005年11月発売
- 地上デジタル放送・BSデジタル放送・110°CSデジタル放送・CATV放送（デジタル）・JC-HITS放送に対応。
- 地上デジタル放送はパススルー（OFDM）／トランスモジュレーション（QAM）の両方式に対応（混在運用可）（BD-V300はトランスモジュレーション方式にのみ対応）
- 外部映像出力：RCA（2系統）、S1/S2（2系統）、D端子（1系統）D1～D4（525i／1125i／スルー 背面切り替え式）
- 外部音声出力：アナログステレオRCA（2系統）、光デジタル（1系統）
- 電話モデム内蔵
- HDMI：（1系統）
- LAN：（1系統）
- IRコントローラー：（1系統） ※DVDレコーダーは、パイオニア以外は、動作保証外
- i.LINK ：（なし）
- ホームネットワーク（DLNA）対応：デジタルメディアプレーヤー（DMP）
- BD-V300JはJ:COM向けモデル[35]
- 販売終了商品

| 品番             | 地上波パススルー | ケーブルモデム |
| ---------------- | ---------------- | -------------- |
| BD-V300 BD-V300J | No               | Yes            |
| BD-V370          | Yes              | Yes            |
| BD-V370L         | Yes              | No             |

#### BD-V301/V371/V371L
- パイオニア製
- BD-V371L：2008年8月発売
- BD-B301/V371：2008年12月発売
- BD-V300/V370/V370Lの後継機種
- 地上デジタル放送・BSデジタル放送・110°CSデジタル放送・CATV放送（デジタル）・JC-HITS放送に対応。
- 地上デジタル放送はパススルー（OFDM）／トランスモジュレーション（QAM）の両方式に対応（混在運用可）（BD-V301はトランスモジュレーション方式にのみ対応）
- 外部映像出力：RCA（2系統）、D端子（1系統）D1～D4対応 （S端子なし）
- 外部音声出力：アナログステレオRCA（2系統）光デジタル（1系統）
- HDMI：（1系統）
- LAN：（1系統）
- 電話モデム内蔵
- IRコントローラ：（1系統）
- i.LINK：（なし）
- ホームネットワーク（DLNA）対応：デジタルメディアプレーヤー（DMP）
- BD-V301JはJ:COM向けモデル[36]

| 品番             | 地上波パススルー | ケーブルモデム |
| ---------------- | ---------------- | -------------- |
| BD-V301 BD-V301J | No               | Yes            |
| BD-V371          | Yes              | Yes            |
| BD-V371L         | Yes              | No             |

#### BD-V371LL
- パイオニア製
- 地上デジタル放送・BSデジタル放送・110°CSデジタル放送・CATV放送（デジタル）・JC-HITS放送に対応。
- 地上デジタル放送はパススルー（OFDM）／トランスモジュレーション（QAM）の両方式に対応（混在運用可）
- 外部映像出力：RCA（2系統）（D端子・S端子：なし）
- 外部音声出力：アナログステレオRCA（2系統）（光デジタル：なし）
- HDMI：（1系統）
- LAN：（1系統）
- 電話モデム：（なし）
- IRコントローラ：（1系統）
- i.LINK：（なし）

#### BD-V372
- パイオニア製
- BD-V301/V371/V371L/V371LLの後継機種
- BD-V302JはJ:COM向けモデル[37]
- J:COM向けには後継のBD-V374Jも提供[38]

| 品番     | 地上波パススルー | ケーブルモデム |
| -------- | ---------------- | -------------- |
| BD-V302J | No               | Yes            |
| BD-V372  | Yes              | Yes            |
| BD-V374J | Yes              | No             |

#### CM4200T/CM4210T
- NECマグナス製（パナソニックからのOEM）
- 外部映像出力：RCA TV 出力（1系統）VTR出力（1系統）、S1/S2TV 出力（1系統）VTR出力（1系統）、D端子（1系統） D1～D4
- 外部音声出力：アナログステレオRCA（3系統）光デジタル（1系統）
- 電話モデム ：（1系統）
- IRコントローラー：（1系統）
- i.LINK ：（2系統）

#### CM4230T
- NECマグナス製（パナソニックからのOEM。本体の外見を変えているが、TZ-DCH500）
- 外部映像出力：RCA TV 出力（1系統）VTR出力（1系統）、S1/S2V 出力（1系統）VTR出力（1系統）、D端子、 D1～D4（1系統）
- 外部音声出力：アナログステレオRCA（3系統）光デジタル（1系統）
- 電話モデム ：（1系統）
- LAN：（1系統）
- インターネット接続/「Tナビ」に対応。CATV事業会社が「Tナビ」に対応していない場合は、利用できない。
- CATVに最適なケーブルモデム内蔵
- IRコントローラー：（1系統）
- i.LINK ：（2系統）

#### CM4540T
- NECマグナス製（マスプロ電工）からのOEM DST22
- トランスモジュレーション対応（QAM）
- パススルー（OFDM）対応
- 外部映像出力：RCA（2系統）、S1/S2（2系統）D端子（1系統）D1～D4
- 外部音声出力：アナログステレオRCA（2系統）
- LAN：（1系統）
- 電話モデム ：（1系統）
- i.LINK（なし）
- 光デジタル：（1系統）
- IRコントローラー：（1系統）

#### CM4600T/CM4610T
- NECマグナス製
- トランスモジュレーション対応（QAM）
- パススルー（OFDM）対応：4610Tのみ
- 外部映像出力：RCA（2系統）、S1/S2（2系統）D端子（1系統）D1～D4
- 外部音声出力：アナログステレオRCA（2系統）
- LAN：（1系統）
- 電話モデム ：（1系統）
- i.LINK（なし）
- 光デジタル：（1系統）
- IRコントローラー：（1系統）

#### CM4710T/CM4710TC
- NECマグナス製
- トランスモジュレーション対応（QAM）
- パススルー（OFDM）対応
- 外部映像出力：RCA（2系統）、S1/S2（2系統）D端子（1系統）D1～D4
- 外部音声出力：アナログステレオRCA（2系統）⌀3.5 ジャック、1端子
- LAN：（1系統）
- 電話モデム ：（1系統）
- i.LINK（なし）
- USB端子（シリーズA）、2端子
- 光デジタル：（1系統）
- IRコントローラー：（1系統）

#### DAC-400
- DXアンテナ製（パナソニックからのOEM）
- 外部映像出力：RCA TV 出力（1系統）VTR出力（1系統）、S1/S2TV 出力（1系統）VTR出力（1系統）、D端子、（1系統） D1～D4
- 外部音声出力：アナログステレオRCA（3系統） 光デジタル（1系統）
- 電話モデム ：（1系統）
- LAN：（なし）
- IRコントローラー：（1系統）
- i.LINK ：（2系統）
- 生産終了

#### DAC-410
- DXアンテナ製（パナソニックからのOEM。本体の外見を変えているが、TZ-DCH500）
- 外部映像出力：RCA TV 出力（1系統）VTR出力（1系統）、S1/S2TV 出力（1系統）VTR出力（1系統）、D端子、（1系統） D1～D4
- 外部音声出力：アナログステレオRCA（3系統） 光デジタル（1系統）
- 電話モデム ：（1系統）
- LAN：（1系統）
- インターネット接続/「Tナビ」に対応。CATV事業会社が「Tナビ」に対応していない場合は、利用できない。
- CATVに最適なケーブルモデム内蔵
- IRコントローラー：（1系統）
- i.LINK ：（2系統）

#### DST22/22T/22TM
- マスプロ電工製
- トランスモジュレーション対応（QAM）
- パススルー（OFDM）対応：DST22のみ
- ケーブルモデム内蔵：DST22TMのみ
- 外部映像出力：RCA（2系統）、S1/S2（2系統）D端子（1系統）D1.D3.D4
- 外部音声出力：アナログステレオRCA（2系統）
- LAN：（1系統）
- 電話モデム ：（1系統）
- i.LINK（なし）
- 光デジタル：（1系統）
- IRコントローラー：（1系統）
- リモコン：2個付属
- 生産終了

#### DST52/52T/52M/52TM/52H/52HT/52HM/52HTM
- マスプロ電工製[39]
- DST52/52T/52M/52TM：2005年発売
- DST52H/52HT/52HM/52HTM：（HDMI対応）
- 筐体はデジタルチューナーDT330ベース
- トランスモジュレーション対応（QAM）
- パススルー（OFDM）対応：DST52/52M/52H/52HM
- ケーブルモデム内蔵：DST52M/52TM/52HM/52HTM
- 外部映像出力：RCA（2系統）、S1/S2（2系統）D端子（1系統）D1～D4
- 外部音声出力：アナログステレオRCA（2系統）光デジタル（1系統）
- HDMI：DST52H/52HT/52HM/52HTMで対応
- LAN：（1系統）
- 電話モデム ：（1系統）
- i.LINK（なし）
- IRコントローラー：（1系統）

#### DST62/62T/62H/62HT
- マスプロ電工製[40]
- DST62/62T：2007年発売
- DST62H/62HT：2009年4月発売（HDMI対応）
- 筐体はデジタルチューナーDT35ベース
- 地上デジタル放送・BSデジタル放送・110°CSデジタル放送・CATV放送（デジタル）に対応。
- DST62/62Hは、地上デジタル放送はパススルー（OFDM）／トランスモジュレーション（64QAM）両方式に対応
- DST62T/62HTは、地上デジタル放送はトランスモジュレーション（64QAM）方式に対応
- 外部映像出力：RCA（2系統）、D端子（1系統）D1～D4 ※S端子（なし）
- 外部音声出力：アナログステレオRCA（2系統）
- HDMI：DST62H/62HTで対応
- LAN：（なし）
- 電話モデム：（1系統）
- IRコントローラ：（なし）
- i.LINK：（なし）

#### DST200
- マスプロ電工製[41]
- 2009年10月発売
- 筐体はデジタルチューナーDT620ベースで横幅がやや大きい
- 地上波・BSにのみ対応
- 映像音声出力：HDMI（1系統）、RCA（1系統）
- ブロードネットマックスへBSX101としてOEM供給

#### DSTB10
- 八木アンテナ製

#### FMT-3000C/3500C
- フジクラテレコム製
- パススルー（OFDM）対応：3500C
- 外部映像出力：RCA TV 出力（1系統）VTR出力（1系統）、※S端子TV 出力（1系統）VTR出力（1系統）、D端子、（1系統） D1～D4　※S端子は、S1のみ対応
- 外部音声出力：アナログステレオRCA（3系統） 光デジタル（1系統）
- 電話モデム ：（1系統）
- LAN：（1系統）
- IRコントローラー：（1系統）
- i.LINK（なし）
- リモコン：2個付属

#### JC-3000
- HUMAX製（販売元：伊藤忠ケーブルシステム）
- 地上デジタル放送・BSデジタル放送・CATV放送（デジタル）に対応（データ放送には非対応）。
- 地上デジタル放送は、トランスモジュレーション（QAM）方式に対応
- 外部映像出力：RCA端子（2系統）、D端子（1系統）D1～D4、（S端子：なし）
- 外部音声出力：アナログステレオRCA（2系統）、（光デジタル：なし）
- HDMI：（1系統）
- 電話モデム：（なし）
- IRコントローラー：（なし）

#### JC-3100
- HUMAX製（販売元：伊藤忠ケーブルシステム）
- 地上デジタル放送・BSデジタル放送・CATV放送（デジタル）に対応。
- 地上デジタル放送は、トランスモジュレーション（QAM）方式に対応
- 外部映像出力：RCA端子（2系統）、D端子（1系統）D1～D4、（S端子：なし）
- 外部音声出力：アナログステレオRCA（2系統）、光デジタル（1系統）
- HDMI：（1系統）
- 電話モデム：（1系統）
- IRコントローラー：（1系統）

#### JC-3500
- HUMAX製（販売元：伊藤忠ケーブルシステム）
- 地上デジタル放送・BSデジタル放送・CATV放送（デジタル）に対応。
- 地上デジタル放送は、パススルー（OFDM）／トランスモジュレーション（QAM）両方式に対応
- 外部映像出力：RCA端子（2系統）、D端子（1系統）D1～D4、（S端子：なし）
- 外部音声出力：アナログステレオRCA（2系統）、光デジタル（1系統）
- HDMI：（1系統）
- 電話モデム：（1系統）
- IRコントローラー：（1系統）

#### JC-4000/4100
- HUMAX製
- 日本ケーブルラボ仕様STB300準拠
- 外部映像出力：RCA端子（2系統）、S1/S2対応S端子（2系統）、D端子（1系統）D1～D4
- 外部音声出力：アナログステレオRCA（2系統）、光デジタル（1系統）
- 電話モデム ：（1系統）
- IRコントローラー：（1系統）
- JC-4100はJ:COM向けのケーブルモデム内蔵モデル

#### SSTB-3000
- シンクレイヤ製（パナソニックからのOEM。本体の外見を変えているが、TZ-DCH500）
- 2004年7月下旬発売
- 日本ケーブルラボ200系仕様
- 外部映像出力：RCA TV 出力（1系統）VTR出力（1系統）、S1/S2TV 出力（1系統）VTR出力（1系統）、D端子、（1系統） D1～D4
- 外部音声出力：アナログステレオRCA（3系統） 光デジタル（1系統）
- 電話モデム ：（1系統）
- LAN：（1系統）
- インターネット接続/「Tナビ」に対応。CATV事業会社が「Tナビ」に対応していない場合は、利用できない。
- IRコントローラー：（1系統）
- i.LINK ：（2系統）S400（MPEG2-TS）

#### TU-DC1
- シャープ製
- BSデジタルトランスモジュレーションのみ対応
- CASカードスロット：1スロット
- 外部映像出力：RCA TV 出力（1系統）VTR出力（1系統）、S1/S2TV 出力（1系統）VTR出力（1系統）、D端子（1系統） D1～D4、コンポーネントRCA 1端子
- 外部音声出力：アナログステレオRCA（3系統）光デジタル（2端子）前面1、背面1
- 電話モデム ：（1系統）
- IRコントローラー：（1系統）
- i.LINK ：不明（シャープホームページ商品仕様概要には、記載なし）

#### TU-DC100
- シャープ製
- 東経110°CSデジタル放送トランスモジュレーション対応。
- 地上波デジタル対応。

#### TZ-DCH100/250/300
- パナソニック製
- TZ-DCH100：2000年12月発売 / TZ-DCH250：2002年8月発売 / TZ-DCH300：2003年6月発売
- 外観はパナソニック製TU-BHD100・250（BSデジタル・110度CSチューナー）に似ている。
- 日本ケーブルラボBSデジタルトランスモジュレーション運用仕様（JCL SPEC-001、001-01、001-02）
- 日本ケーブルラボ東経110度CSデジタル放送トランスモジュレーション運用仕様（JCL SPEC-002）
- 日本ケーブルラボデジタル放送リマックス運用仕様 自主放送（JCL SPEC-003）
- 日本ケーブルラボi-HITSデジタル放送リマックス（JCL SPEC-004）、J-HISデジタル放送リマックス（JCL SPEC-005）運用仕様
- TZ-DCH100・250は最終ファームウエアで地上デジタル放送に対応。データ放送は不可。
- TZ-DCH100・250はC-CASカードの機能が内蔵。よってC-CASカードは不要。しかしCASカード用スロットはなぜか2つある。
- TZ-DCH300は地上波デジタル放送のデータ放送は未対応。BSデジタル放送のデータ放送は対応。TZ-DCH300より番組表から直接予約設定が可能になった。
- 外部映像出力：RCA TV 出力（1系統）VTR出力（1系統）、S1/S2TV 出力（1系統）VTR出力（1系統）、D端子（1系統）D1～D4
- 外部音声出力：アナログステレオRCA（3系統）光デジタル（1系統）
- 電話モデム ：（1系統）
- IRコントローラー：（1系統）
- LAN ：無し
- i.LINK ：（2系統） 100 S200（MPEG2-TS） /250 S200（MPEG2-TS）/300 S400（MPEG2-TS）
- 生産終了

#### TZ-DCH500/505/800/1000/1800
- パナソニック製

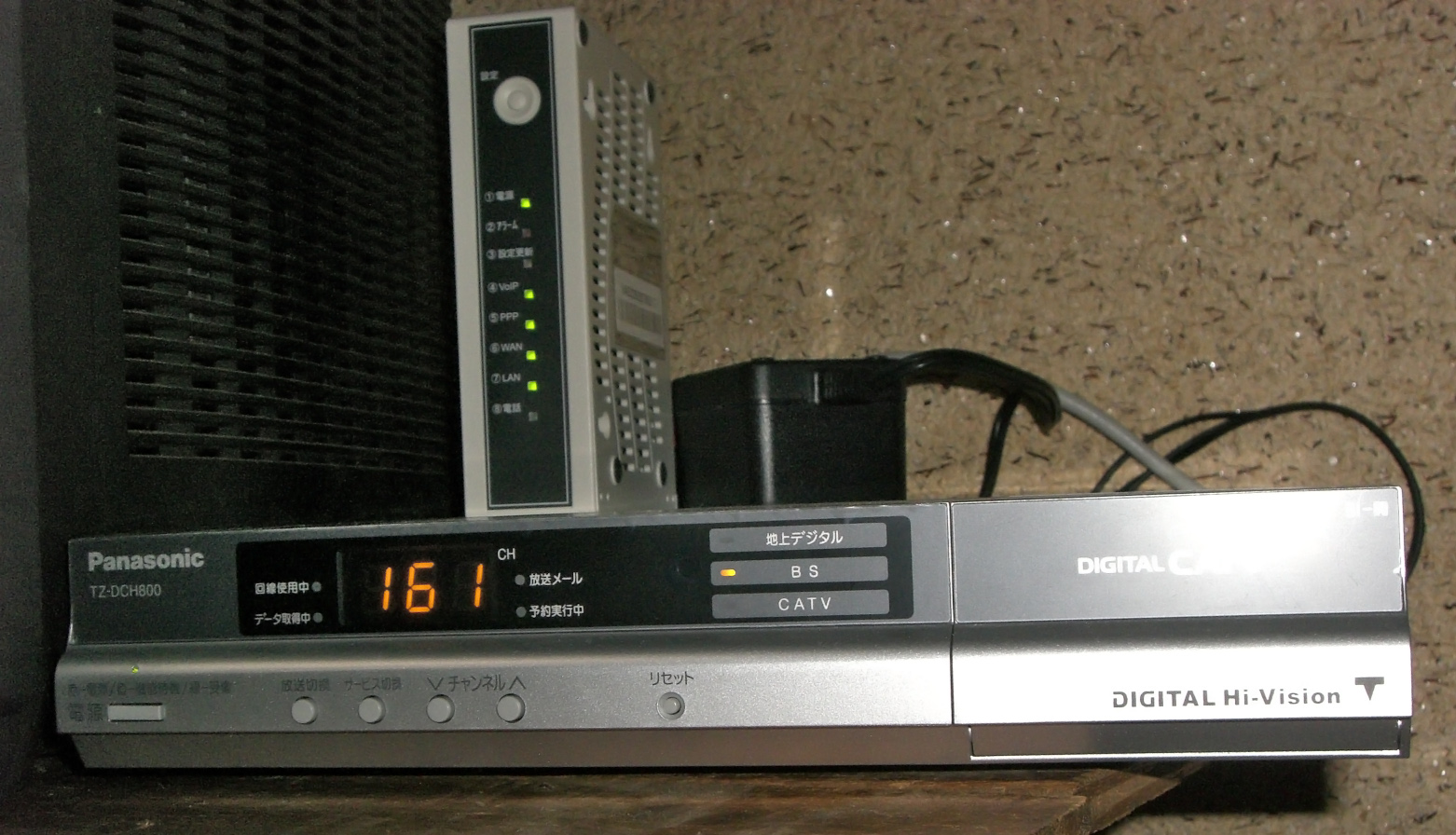
TZ-DCH800

- TZ-DCH500：2004年3月発売 2007年9月生産終了
- TZ-DCH505：2004年11月発売 2007年9月生産終了
- TZ-DCH1000：2005年4月発売
- TZ-DCH800：2005年7月発売 2007年9月生産終了
- TZ-DCH1800：2006年11月発売
- 地上波デジタル放送・BSデジタル放送のデータ放送に対応（TZ-DCH300までは、地上波デジタル放送のデータ放送に未対応）。
- 筐体は市販されているデジタルチューナーTU-MHD500と同じ。
- 外部映像出力：RCA TV 出力（1系統）VTR出力（1系統）、S1/S2TV 出力（1系統）VTR出力（1系統）、D端子（1系統）TZ-DCH500は、 D1～D4まで、TZ-DCH505/800/1000/1800 は、D1～D3まで
- 外部音声出力：アナログステレオRCA（3系統）光デジタル（1系統）
- 電話モデム ：（1系統）
- LAN：（1系統）(TZ-DCH500/505/800)
- ケーブルモデム内蔵(TZ-DCH1000/1800)
- インターネット接続/Tナビに対応。CATV事業会社が「Tナビ」に対応していない場合は、利用できない。
- IRコントローラー：（1系統）
- i.LINK ：（2系統）S400（MPEG2-TS）（TZ-DCH500のみ）
- 地上デジタル放送を、パススルー（OFDM）/トランスモジュレーション（QAM）の2方式で受信可能 (TZ-DCH800/1800)
  - TZ-DCH800のみ入力端子は、地上デジタル放送用、CATV放送用、2端子（パナソニックの機種では唯一）
- 地上デジタル放送を、トランスモジュレーション（QAM）で受信可能 (TZ-DCH500/505/1000)

| 品番       | 地上波パススルー | ケーブルモデム | D端子  | 光デジタル | i.LINK |
| ---------- | ---------------- | -------------- | ------ | ---------- | ------ |
| TZ-DCH500  | No               | No             | D1～D4 | Yes        | Yes    |
| TZ-DCH505  | No               | No             | D1～D3 | Yes        | No     |
| TZ-DCH800  | Yes              | No             | D1～D3 | Yes        | No     |
| TZ-DCH1000 | No               | Yes            | D1～D3 | Yes        | No     |
| TZ-DCH1800 | Yes              | Yes            | D1～D3 | Yes        | No     |

#### TZ-DCH520/521/820/821/1520/1820
- パナソニック製[42][43]
- TZ-DCH520/820：2007年9月発売
- TZ-DCH521/821：2008年10月発売（D端子やi.LINKなどを省いた廉価モデル）
- TZ-DCH1520/1820：2008年1月発売
- 地上デジタル放送を、パススルー（OFDM）/トランスモジュレーション（QAM）の2方式で受信可能 (TZ-DCH820/821/1820)
- 地上デジタル放送を、トランスモジュレーション（QAM）で受信可能 (TZ-DCH520/521/1520)
- 専用のHDDレコーダー・TZ-HDD250とi.LINK接続して録画が可能（TZ-DCH520/820/1520/1820）
- 外部映像出力：RCA TV 出力（1系統）VTR出力（1系統）、S1/S2TV 出力（1系統）VTR出力（1系統）、D端子（1系統）D1～D4（TZ-DCH521/821はD端子なし）
- 外部音声出力：アナログステレオRCA（２系統）、光デジタル（1系統）（TZ-DCH521/821は光デジタルなし)
- HDMI ：（1系統、ソフトウェアのアップデートでビエラリンクの対応が可能）
- 電話モデム ：（1系統）
- LAN：（1系統）（TZ-DCH520/521/820/821）
- ケーブルモデム内蔵（TZ-DCH1520/1820）
- IRコントローラー：（1系統）
- i.LINK ：（2系統）S400（MPEG2-TS）（TZ-DCH520/820/1520/1820）
- 「アクトビラ ベーシック」対応（TZ-DCH520/521/820/821）
- TZ-DCH1100はTZ-DCH1520からi.LINK端子の省かれたJ:COM向けモデル[44]

| 品番       | 地上波パススルー | ケーブルモデム | D端子/光デジタル | i.LINK |
| ---------- | ---------------- | -------------- | ---------------- | ------ |
| TZ-DCH520  | No               | No             | Yes              | Yes    |
| TZ-DCH521  | No               | No             | No               | No     |
| TZ-DCH820  | Yes              | No             | Yes              | Yes    |
| TZ-DCH821  | Yes              | No             | No               | No     |
| TZ-DCH1100 | No               | Yes            | Yes              | No     |
| TZ-DCH1520 | No               | Yes            | Yes              | Yes    |
| TZ-DCH1820 | Yes              | Yes            | Yes              | Yes    |

#### エクスプローラ8200HDJ/8200SDJ
- サイエンティフィック・アトランタ製
- デジタル放送 アナログ放送両方に対応
- 外部映像出力：RCA（2系統）、S1/S2（1系統）D端子D1～D4（1系統）D端子は、8200HDJのみ
- 外部音声出力：アナログステレオRCA（2系統）光デジタル（1系統）光デジタルは、8200HDJのみ
- 電話モデム ：（1系統）
- USB端子 ：1
- C-CASカードスロットは、背面にある 8200HDJのみ

### アナログ放送用

#### BA-V215/V230
- パイオニア製
- アナログホームターミナル
- 外部映像出力：RCA TV 出力（1系統）VTR出力（1系統）
- 外部音声出力：アナログステレオRCA（2系統）
- 外部映像入力：VTR（1系統）BA-V230のみ
- 外部音声入力：VTR（1系統）BA-V230のみ
- 外部電源出力：無し
- アンテナ出力：TV（1端子）V215/（2端子）V230 VTR（1端子）FM（1端子）
- 生産終了

#### BA-V510
- パイオニア製
- アナログホームターミナル
- 外部映像出力：RCA TV 出力（1系統）VTR出力（1系統）
- 外部音声出力：アナログステレオRCA（2系統）
- アンテナ出力：無し
- 外部電源出力：（1系統）連動 最大400W
- 生産終了

#### BA-V520/V520G/V520AV/V525
- パイオニア製
- アナログホームターミナル
- 外部映像出力：RCA TV 出力（1系統）VTR出力（1系統）
- 外部音声出力：アナログステレオRCA（2系統）
- 外部映像入力：VTR（1系統）
- 外部音声入力：VTR（1系統）
- AV端子の無いテレビやVTRとの接続可能。RF出力 UHF13ch～15ch（V520、V520G）
- 外部電源出力（1系統）連動/非連動 切り替え式 最大400W
- アンテナ出力は、地上デジタルテレビを接続しても見る事が出来ない。アンテナ入力手前で2分配する必要がある。
- 2006年3月生産終了

#### BK-1030/1050
- 日立製作所製
- アナログホームターミナル
- 受信可能周波数 90 ～ 550MHz 90 ～ 450MHz
- 外部映像出力：RCA TV 出力（1系統）VTR出力（1系統
- 外部音声出力：アナログステレオRCA（2系統）
- 外部電源出力（2系統）連動 非連動不明（TV専用）
- RF系入出力端子1030 ケーブル入力、TV出力、スルー出力2系統
- RF系入出力端子1050 ケーブル入力、TV出力、スルー出力1系統
- アンテナ出力は、UV出力.UHF出力.分配出力の為アンテナ出力に地上デジタルテレビを、接続しても見ることが出来る。

#### DAC-350
- DXアンテナ製
- アナログホームターミナル
- 外部映像出力：RCA TV 出力（1系統）VTR出力（1系統）
- 外部音声出力：アナログステレオRCA（2系統）
- 外部映像入力：VTR（1系統）
- 外部音声入力：VTR（1系統）
- 外部電源出力（1系統）連動/非連動 切り替え式 最大400W
- AV端子の無いテレビやVTRとの接続可能。RF出力 UHF13ch～15ch
- パイオニア製BA-V520シリーズと同一
- 生産終了

#### FC3551A2/B2
- 富士通製
- アナログホームターミナル
- 外部映像出力：RCA TV 出力（1系統）VTR出力（1系統）
- 外部音声出力：アナログステレオRCA（2系統）
- 外部映像入力：VTR（1系統）
- 外部音声入力：VTR（1系統）
- 外部電源出力（1系統）連動/非連動 切り替え式 最大400W

#### FC3553A2/FC3553B/FC3553C
- 富士通製
- アナログホームターミナル
- 外部映像出力：RCA TV 出力（1系統）VTR出力（1系統）
- 外部音声出力：アナログステレオRCA（2系統）
- 外部映像入力：VTR（1系統）
- 外部音声入力：VTR（1系統）
- AV端子の無いテレビやVTRとの接続可能。
- 外部電源出力（1系統）連動/非連動 切り替え式 最大400W
- アンテナ出力は、地上デジタルテレビを接続しても見る事が出来ない。アンテナ入力手前で2分配する必要がある。
- パイオニア製BA-V520シリーズと同一
- 生産終了

#### Model 8601/8611
- サイエンティフィック・アトランタ製
- アナログホームターミナル
- 外部映像出力：RCA TV 出力（1系統）VTR出力（1系統）
- 外部音声出力：アナログステレオRCA（2系統）
- AV端子の無いテレビやVTRとの接続可能。
- 外部電源出力（1系統）連動/非連動 切り替え式
- 8601 アンテナ出力は、UV出力.UHF出力.分配出力の為アンテナ出力に地上デジタルテレビを、接続しても見ることが出来る。
- 8611 アンテナ出力は、UHF出力.分配出力の為アンテナ出力に地上デジタルテレビを、接続しても見ることが出来る。UHFチャンネルは、（13ch.14ch.15ch.16ch）背面切り替え式

#### NVT-1400S/1600/2400
- NECマグナス製
- アナログホームターミナル
- 外部映像出力：RCA TV 出力（1系統）VTR出力（1系統）
- 外部音声出力：アナログステレオRCA（2系統）
- 外部映像入力：VTR（1系統）
- 外部音声入力：VTR（1系統）
- 外部電源出力（2系統）連動 非連動
- AV端子の無いテレビやVTRとの接続可能。
- 上記3機種は、アンテナ出力は、それぞれの、同一機種で、地上デジタルテレビを接続しても見ることが出来る機種と、見る事が出来ない機種がある。見えない機種は、アンテナ入力手前で2分配する必要がある。

#### TCJ-552
- 東芝製
- アナログホームターミナル
- 外部映像出力：RCA TV 出力（1系統）VTR出力（1系統）
- 外部音声出力：アナログステレオRCA（2系統）
- 外部映像入力：VTR（1系統）
- 外部音声入力：VTR（1系統）
- 外部電源出力（2系統）
- アンテナ出力は、分配出力の為アンテナ出力に地上デジタルテレビを、接続しても見ることが出来る。

#### TCJ-653
- 東芝製
- アナログホームターミナル
- 外部映像出力：なし
- 外部音声出力：なし
- VHF出力2端子 UHF出力1端子
- 外部電源出力（1系統）

#### TCJ-658
- 東芝製
- アナログホームターミナル
- 外部映像出力：なし
- 外部音声出力：なし
- VHF出力2端子 UHF出力1端子
- 外部電源出力（1系統）

#### TCJ-801
- 東芝製
- アナログホームターミナル
- 外部映像出力：RCA TV 出力（1系統）VTR出力（1系統）
- 外部音声出力：アナログステレオRCA（2系統）
- 外部映像入力：VTR（1系統）
- 外部音声入力：VTR（1系統）
- 外部電源出力（2系統）連動/非連動
- アンテナ出力： 4端子 スルー出力 UHF出力  FM出力
- アンテナ出力は、分配出力の為アンテナ出力に地上デジタルテレビを、接続しても見ることが出来る。

#### TJC-901
- 東芝製
- アナログ放送専用
  - 地上アナログ放送パススルー／スカパー!提供番組分のトランスモジュレーション兼用
- 視聴のみ（視聴予約は週最大8番組まで）
- 外部映像出力：RCA（2系統）、S1/S1（2系統）、アンテナケーブル信号（1系統）※各規格同時併用可
- 外部音声出力：アナログステレオRCA（2系統）
- その他の特徴

1. AV端子の無いテレビやVTRとの接続可能。（別売りアダプター使用）
2. 外部電源出力（1系統）

#### TU-DC10
- シャープ製
- 東経110°CSデジタル放送トランスモジュレーション対応。

#### TZ-JC320
- パナソニック製
- アナログホームターミナル
- 外部映像出力：RCA TV 出力（1系統）、VTR出力（1系統）、外部出力（1系統）
- 外部音声出力：アナログステレオRCA（3系統）
- 外部映像入力：RCA（1系統）
- 外部音声入力：RCA（1系統）
- 外部電源出力：（2系統）連動/非連動
- アンテナ出力： 2端子
- アンテナ出力は、地上デジタルテレビを接続しても見る事が出来ない。アンテナ入力手前で2分配する必要がある。
- 生産終了

#### TZ-JC340/341A1/355/360
- パナソニック製
- アナログホームターミナル
- 外部映像出力：RCA TV 出力（1系統）
- 外部音声出力：アナログステレオRCA（1系統）
- 外部映像入力：RCA（1系統）
- 外部音声入力：RCA（1系統）
- 外部電源出力：（1系統）
- 外部電源出力：（1系統）連動/非連動 最大500W 切り替え式 TZ-JC341A1/360のみ確認
- アンテナ入力： 2端子 ケーブル入力 VTR出力から TZ-JC340/341A1/360
- アンテナ入力： 1端子 ケーブル入力 TZ-JC355
- アンテナ出力： 4端子 TV出力 VTR出力 外部出力 FM出力 TZ-JC340/341A1/360 355は、TV出力 VTR出力 FM出力
- アンテナ出力は、地上デジタルテレビを接続しても見る事が出来ない。アンテナ入力手前で2分配する必要がある。TZ-JC341A1のみ確認
- アンテナ出力は、地上デジタルテレビを接続しても見る事が出来る。TZ-JC360のみ確認
- 生産終了

## 代表的なブロードバンドサービス用STB一覧
ビデオ・オン・デマンドやIP放送サービス向けのテレビ用端末として、複数の端末が発売されている。
- Apple - Apple TV
- ウェスタン・デジタル - en:WD TV
- カルチュア・コンビニエンス・クラブ
  - TSUTAYA Stick（NTT東日本 との事業提携で提供）
  - Air Stick （子会社のCCC AIRが販売）
  - LifeStick（レオパレス21入居者向けのAir Stick）
- NTT西日本 - 光BOX+
- グーグル - en:Nexus Q、chromecast
- KDDI - au BOX、Smart TV Box、Smart TV Stick
- ソフトバンク - Softbank Smart TV
- ソニー - NSZ-GT1（Google TV プラットフォームを採用）
- Logitech - Logitech Revue（Google TV プラットフォームを採用）
- U-NEXT - U-NEXT TV
- ドコモ - ドコモテレビターミナル
- Amazon - Amazon Fire TV (2K・４K)